# شیزر (قزوین)
روستای شیزر _استان قزوین_ شهرستان قزوین_ بخش طارم سفلی:، امین جعفری: روستایی از توابع بخش طارم سفلی شهرستان قزوین در استان قزوین ایران است که از روستاهای مجاور آن می‌توان به پرنگین، میمونک (اوجاقلار) و دیزجین و بوجی و مغانک و کنگاور و برنقور و بابا نام برد. نزدیک‌ترین شهرها به شیزر نیز سیردان و گیلوان هستند. این روستا طبیعت بکر و آب و هوایی خوش دارد. بزرگ‌ترین دشت این روستا زاجال نام دارد و قله کجر (قجر) که ارتفاع ۱۴۰۰ متری از سطح دریا دارد در شمال روستای آلمالو شیزر قرار دارد. مراتع این روستا غنی و برای دامپروری مساعد هست بطوریکه زمانی نه چندان دور تعداد گله‌های گوسفند و بز این روستا به پنج‌هزار و پانصد رأس گاو می‌رسید. آب مورد استفاده اهالی از چشمه‌های اطراف تأمین می‌شود. این روستا دارای امکانات آب، برق، تلفن، و همچنین گاز می‌باشد. مسیرهای دسترسی به این روستا از طریق سه راهی آلتین کش شهرستان طارم زنجان.. و همچنین سه راهی خیرآباد شهرستان سلطانیه زنجان می‌باشد. از محصولات کشاورزی این روستا می‌توان به عنوان محصولات باغی از قبیل گردو، فندق، گیلاس، آلبالو، زردآلو، زالزالک، سیب، هلو، ازگیل، گوجه سبز، و… و از محصولات کشتی نیز یونجه و جو، عدس، نخود، می توان نام برد.
تاریخچه و موقعییت شیزر:
روستای شیزر از توابع بخش طارم سفلی شهرستان قزوین واقع در منتهی الیه غرب آن و حد استان زنجان و در فاصله حدود یکصد و پنجاه کیلومتری با مرکز شهرستان قزوین واقع است و جمعیتی حدود ششصد و پنجاه نفری که در فصول مختلف متغیر می‌باشد در قالب یکصد و پنجاه حانوار در آنجا ساکن و به کار کشاورزی و دامداری و باغداری مشعول هستند.
با توجه به جغرافیای آن که در نقطه تلاقی چهار استان پر استعداد زنجان و قزوین و گیلان و اردبیل و در دامنه خوش آب و هوای کوه بلند قجر یا به اصطلاح محلی کجر واقع شده است، دارای آب و هوای نیمه خشک کوهستانی و نوسان آن حدوداً بین (۱۰-)تا (۳۵+) درجه سانتیگراد می‌باشد.
شیزر در بین کو ه‌های بلند محصور ودارای دره‌های نسبتاً عمیق و شیب تندمی باشد و معادن غنی سنگ گرانیت درجه دو باطرح شکلاتی که مشخصات بسیار خوب جهت بازار مصرف است دارد و ضمناً خاک معدنی زاج و ماسه خیلی خوب آن نیز قابل تأمل است.
گیاهان دارویی متنوع و فراوان و انبوه گیاه گون آن که کار برد صنعتی از صمغ آن و تهیه عسل از شهد گلهای آن معمول است در روستای شیزر به وفور یافت می‌شود.
استعداد پرورش زنبور عسل در سطح وسیع و به صورت علمی با توجه به داشته‌های آن که آب و هوای خوب و انواع گیاهان و گلهای مورد نظر که در یک عسل طبیعی معمول است در این روستا وجود دارد.
انواع محصولات کشاورزی بصورت ارگانیک و انواع میوه‌های فصلی که از نیمه دوم خرداد ماه شروع به برداشت و تا آخر پاییز ادامه دارند در این روستای خوش آب و هوای زیبا بعمل می‌آید.
قالی بافی و انواع صنایع دستی که از دیر بازدر این روستا مرسوم بوده است می‌تواند مجدداً احیاء و فعال گردد.
قدمت این روستارا بنا به نظر کار شنا سان سازمان میراث فرهنگی استان قزوین به هزاران سال می‌توان تخمین زد وجود درخت معروف کهنسال چنار مسجد روستا که بسیار مقدسش می‌دارند گویای این حقیقت است و نیز وجود آثار باقی مانده از قلعه‌های قدیمی که در منطقه ساهون و أل مرزی و وسط روستا و غیره…. واقع هستند همگی موید این موضوع می‌باشند.
مراتع بسیار غنی به وسعت صدها هکتار در حومه روستا استعداد پرورش دام در سطح خوب در روستا را ممکن ساخته است در دوره ای نچندان دور تعداد دام در روستای شیزر به چهار هزار راس می‌رسید و فرآوریهای آن قابل وصف بود.

## تاریخ
در کتاب فرهنگ جغرافیایی ایران در مورد شیزر چنین گفته شده است:ده جزء دهستان طارم پائین بخش سیردان شهرستان زنجان، ۱۲ کیلومتری شمال باختر سیردان. کوهستانی - سردسیر، سکنه ۵۷۴، شیعه، تُرکی. رودخانه محلی، غلات، سیب زمینی، میوه جات، شغل زراعت. راه مالرو و صعب‌العبور - این ده پاسگاه ژاندارمری دارد.

## جمعیت
این روستا در دهستان خندان قرار دارد و براساس سرشماری رکز آمار ایران در سال ۱۳۹۵، جمعیت آن۳۶۲ نفر (۱۳۳خانوار) بوده است. با مهاجرت بسیار بالای اهالی روستا به شهرهای بزرگ در استان‌های تهران و البرز جمعیت روستا به خصوص از سال ۱۳۵۰ به بعد کاهش محسوسی یافته بود که از سال ۱۳۹۰ روند افزایشی پیدا کرد.